# 广东金钱草
广东金钱草（学名：Grona styracifolia），为豆科假地豆属下的一个植物种，曾被歸類於近緣的山蚂蝗属。

## 外部連結
- 廣金錢草 藥用植物圖像數據庫 (香港浸會大學中醫藥學院) （中文）（英文）
- 廣金錢草 中藥材圖像數據庫  (香港浸會大學中醫藥學院) （中文）（英文）
- 廣金錢草 Guang Jin Qian Cao （页面存档备份，存于） 中藥標本數據庫 (香港浸會大學中醫藥學院) （繁體中文）（英文）